# باب سید
بوریس سِیْد (انگلیسی: Boris Said؛ زادهٔ ۵ مهٔ ۱۹۳۲ در نیویورک سیتی، ایالت نیویورک، درگذشتهٔ ۲۴ مارس ۲۰۰۲ در سیاتل، واشینگتن) رانندهٔ مسابقات اتومبیل‌رانی اهل ایالات متحده آمریکا بود که در فصل ۱۹۵۹ در مجموع در یک گراند پری از مسابقات جهانی فرمول یک شرکت کرد، اما موفق به کسب هیچ امتیازی نشد.
سید در ۲۴ مارس ۲۰۰۲ در سیاتل، واشینگتن درگذشت.